# Altingia obovata
Altingia obovata là một loài thực vật có hoa trong họ Altingiaceae. Loài này được Merr. & Chun miêu tả khoa học đầu tiên năm 1935.